# Festival des amerikanischen Films
Das Festival des amerikanischen Films (französisch Festival du cinéma américain de Deauville) ist ein Filmfestival in der französischen Küstenstadt Deauville (Normandie). Es ist dem US-amerikanischen Independentkino gewidmet und findet seit 1975 jährlich statt. Seinen nicht-kompetitiven Charakter hat das Festival erst 1995 mit der Einführung einer Preisverleihung durch eine Jury abgelegt.

## Geschichte und Gegenwart

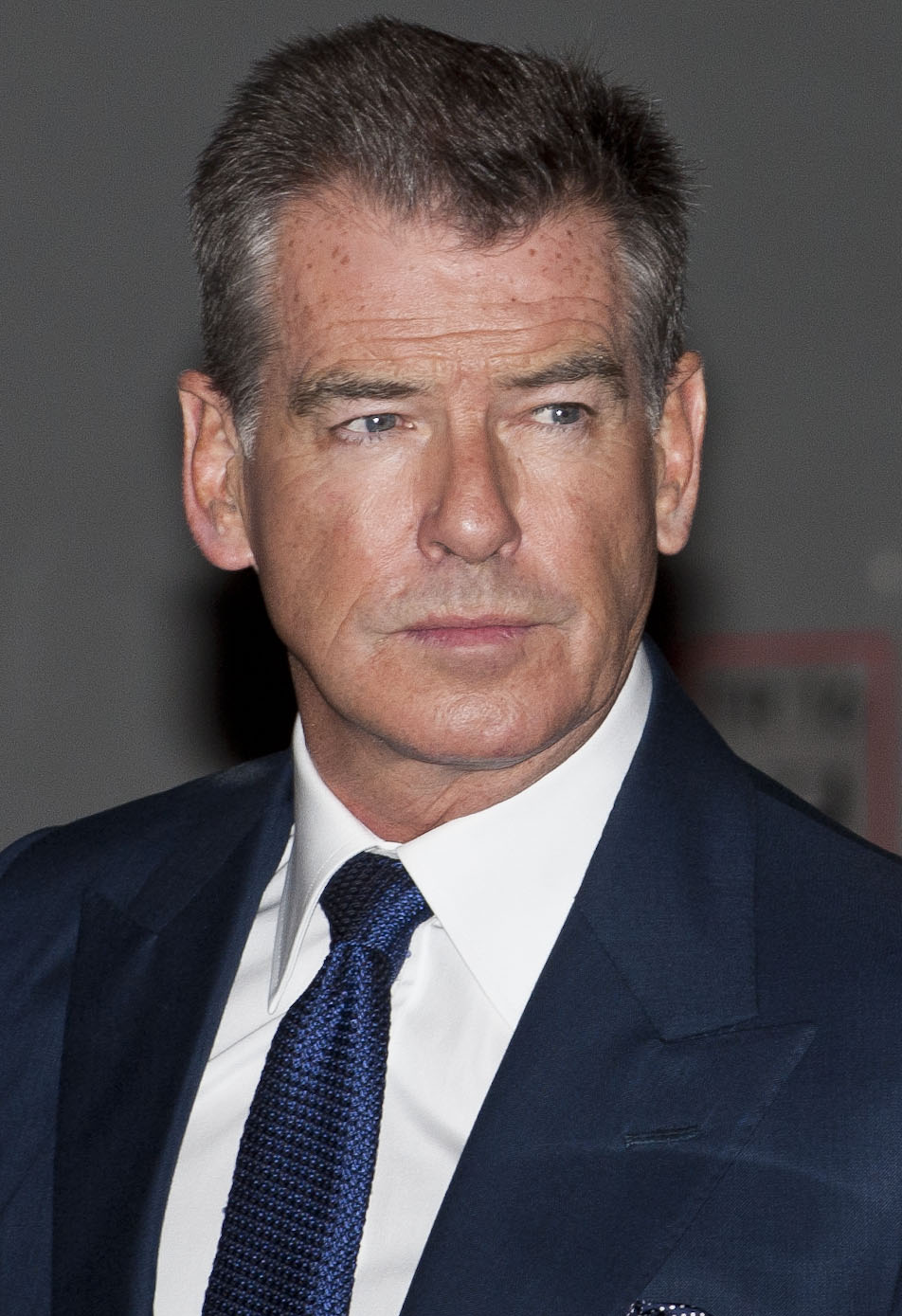
Pierce Brosnan (2014)

Das Festival des amerikanischen Films wurde 1975 im normannischen Deauville von Lionel Chouchan und André Halimi ins Leben gerufen. Finanziert wurde es zunächst mit Hilfe der lokalen Casino- und Hotelkette Groupe Lucien Barrière, ebenfalls Unterstützung erhielt es von der Stadt selbst unter dem damaligen Bürgermeister Michel d’Ornano. Die Einrichtung des Festivals geschah im Rahmen und infolge der Öffnung der Stadt gegenüber dem internationalen Tourismus.
Veranstaltungsort ist das Centre International de Deauville, die Veranstaltung dauert jeweils vom ersten Donnerstag im September eines Jahres bis zum Sonntag der folgenden Woche. Von Anfang an war das Festival dem Kino jenseits des Atlantiks gewidmet, zunächst ohne Wettbewerb. Seit 1995 werden Preise für den besten Langfilm und seit 1998 auch Preise für den besten Kurzfilm vergeben.
Seit 1977 finden im Rahmen des Festivals mit der Bezeichnung Les Hommages Ehrungen von verdienten Persönlichkeiten des US-amerikanischen Kinos statt. Nicht zuletzt aus diesem Grund sind US-amerikanische Stars häufiger zu Gast. Mehrere Hommagen wurden posthum verliehen, u. a. 1987 an Rita Hayworth. Verschiedentlich gab es auch thematische Hommagen, so z. B. zum 25-jährigen Jubiläum des Sundance Film Festivals 2006.

## Auszeichnungen und Jurys

### Großer Preis der Jury

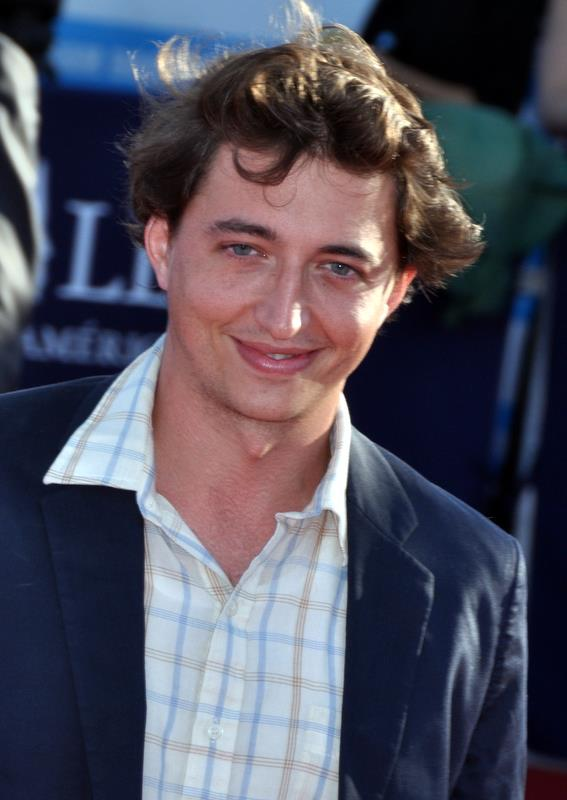
Preisträger Benh Zeitlin beim Besuch des Festivals (2012)

Der Originaltitel des Preises lautet Grand Prix du Jury. Zwischen 1995 und 1997 hieß er zunächst Grand Prix spécial Deauville, 1998 und 1999 dann Grand Prix du cinéma indépendant américain.
- 1995: Living in Oblivion, Regie: Tom DiCillo
- 1996: Seitensprung in Manhattan (The Daytrippers), Regie: Greg Mottola
- 1997: Sunday, Regie: Jonathan Nossiter
- 1998: Next Stop Wonderland, Regie: Brad Anderson
- 1999: Being John Malkovich, Regie: Spike Jonze
- 2000: Girlfight – Auf eigene Faust, Regie: Karyn Kusama
- 2001: Hedwig and the Angry Inch, Regie: John Cameron Mitchell
- 2002: Sommer in New York (Raising Victor Vargas), Regie: Peter Sollett
- 2003: What Alice Found, Regie: A. Dean Bell
- 2004: Maria voll der Gnade (Maria Full of Grace), Regie: Joshua Marston
- 2005: L.A. Crash (Crash), Regie: Paul Haggis
- 2006: Little Miss Sunshine, Regie: Jonathan Dayton und Valerie Faris
- 2007: Dead Girl (The Dead Girl), Regie: Karen Moncrieff
- 2008: Ein Sommer in New York – The Visitor (The Visitor), Regie: Tom McCarthy
- 2009: The Messenger – Die letzte Nachricht, Regie: Oren Moverman
- 2010: Mütter und Töchter (Mother and Child), Regie: Rodrigo Garcia
- 2011: Take Shelter – Ein Sturm zieht auf, Regie: Jeff Nichols
- 2012: Beasts of the Southern Wild, Regie: Benh Zeitlin
- 2013: Night Moves, Regie Kelly Reichardt
- 2014: Whiplash, Regie Damien Chazelle
- 2015: 99 Homes – Stadt ohne Gewissen, Regie: Ramin Bahrani
- 2016: Little Men, Regie: Ira Sachs
- 2017: The Rider, Regie: Chloé Zhao
- 2018: Thunder Road, Regie: Jim Cummings
- 2019: Bull, Regie: Annie Silverstein
- 2020: The Nest, Regie: Sean Durkin

### Preis der Jury
Der Originaltitel des Preises lautet Prix du jury. Zwischen 1995 und 1997 hieß der Preis Prix du jury spécial Deauville, 1998 und 1999 dann Prix spécial du jury du cinéma indépendant américain.
- 1995: Hier spricht Denise (Denise Calls Up), Regie: Hal Salwen, und Kleine Sünden unter Brüdern (The Brothers McMullen), Regie: Edward Burns
- 1996: Bound – Gefesselt (Bound), Regie: Larry und Andy Wachowski, und Willkommen im Tollhaus (Welcome to the Dollhouse), Regie: Todd Solondz
- 1997: In the Company of Men, Regie: Neil LaBute, und Ulee’s Gold, Regie: Victor Nuñez
- 1998: High Art, Regie: Lisa Cholodenko
- 1999: Twin Falls Idaho, Regie: Michael Polish, und Das Mädchen und der Fotograf (Guinevere), Regie: Audrey Wells
- 2000: Memento, Regie: Christopher Nolan, und Risiko – Der schnellste Weg zum Reichtum (Boiler Room), Regie: Ben Younger
- 2001: Ghost World, Regie: Terry Zwigoff
- 2002: One Hour Photo, Regie: Mark Romanek, und L.I.E. – Long Island Expressway, Regie: Michael Cuesta
- 2003: Dreizehn (Thirteen), Regie: Catherine Hardwicke
- 2004: The Woodsman, Regie: Nicole Kassell
- 2005: On the Outs, Regie: Lori Silverbush, Michael Skolnik, und Keane, Regie: Lodge Kerrigan
- 2006: Half Nelson, Regie: Ryan Fleck
- 2007: Never Forever, Regie: Gina Kim
- 2008: Ballast, Regie: Lance Hammer
- 2009: Sin nombre, Regie: Cary Jôji Fukunaga, und Precious – Das Leben ist kostbar (Precious), Regie: Lee Daniels
- 2010: Winter’s Bone, Regie: Debra Granik, und The Myth of the American Sleepover, Regie: David Robert Mitchell
- 2011: The Dynamiter, Regie: Matthew Gordon
- 2012: Una Noche – Eine Nacht in Havanna, Regie: Lucy Mulloy
- 2013: All Is Lost, Regie: J. C. Chandor, und Stand Clear of the Closing Doors, Regie: Sam Fleischner
- 2014: The Good Lie, Regie: Philippe Falardeau
- 2015: Tangerine L.A.; Regie: Sean Baker
- 2016: Captain Fantastic – Einmal Wildnis und zurück, Regie: Matt Ross und Wiener-Dog, Regie: Todd Solondz
- 2017: A Ghost Story, Regie: David Lowery und Menashe, Regie: Joshua Z. Weinstein
- 2018: American Animals, Regie: Bart Layton und Night Comes On, Regie: Jordana Spiro
- 2019: The Climb, Regie: Michael Angelo Covino und Der Leuchtturm, Regie: Robert Eggers
- 2020: First Cow, Regie Kelly Reichardt und Lorelei, Regie: Sabrina Doyle

### Zusammensetzung der Jurys
- 1995: Andrei Sergejewitsch Michalkow-Kontschalowski (Präsident), Anouk Aimée, Michael Lonsdale, Claudie Ossard, René Bonnell, Valérie Kaprisky, Steven Zaillian, Mathilda May, Élie Chouraqui und Yvan Attal
- 1996: Charlotte Rampling (Präsidentin), Sabine Azéma, René Cleitman, Dominique Farrugia, Charlotte Gainsbourg, Chiara Mastroianni, Laura Morante, Ornella Muti, Melvil Poupaud und Alain Rocca
- 1997: Sophie Marceau (Präsidentin), Élodie Bouchez, Philippe Carcassonne, Étienne Chatiliez, Alain Finkielkraut, John Hurt, Michèle Laroque, Inés Sastre, Nathalie Quintane und Lambert Wilson
- 1998: Jean-Paul Rappeneau (Präsident), Michèle Halberstadt, Sandrine Kiberlain, Virginie Ledoyen, Russell Banks, Maurice Bernart, Alessandro Gassmann, Ewan McGregor, Liam Neeson, Éric Serra und Christian Vincent
- 1999: Régis Wargnier (Präsident), Jean-Hugues Anglade, Humbert Balsan, Richard Berry, Gabriel Byrne, Jean-Pierre Dionnet, Marie Gillain, Michel Houellebecq, Marie-France Pisier und Elsa Zylberstein
- 2000: Neil Jordan (Präsident), Guillaume Canet, Clotilde Courau, Tchéky Karyo, Philippe Labro, Samuel Le Bihan, François Ozon, Vincent Perez, Danièle Thompson und Marie Trintignant
- 2001: Jean-Jacques Annaud (Präsident), Sandrine Bonnaire, Marion Cotillard, Arielle Dombasle, Gérard Darmon, Jean-Pierre Jeunet, Darius Khondji, Benoît Poelvoorde und Gabriel Yared
- 2002: Pierre Lescure (Präsident), Chantal Akerman, Richard Anconina, Jean-Marc Barr, Charles Berling, Amira Casar, Julie Gayet, Irène Jacob, Cédric Kahn und Bruno Wolkowitch
- 2003: Roman Polański (Präsident), Claudia Cardinale, Paweł Edelman, Jacques Fieschi, Ben Kingsley, Anne Parillaud, Zbigniew Preisner, Ludivine Sagnier, Fernando Trueba und Tom Tykwer
- 2004: Claude Lelouch (Präsident), Anouk Aimée, Marie-Josée Croze, Danièle Heymann, Diane Kurys, Jeanne Labrune, Lio, Claudie Ossard, Bettina Rheims und Mathilde Seigner
- 2005: Alain Corneau (Präsident), Enki Bilal, Dominique Blanc, Romane Bohringer, Rachida Brakni, Christophe, Dominik Moll, Melvil Poupaud und Brigitte Roüan
- 2006: Nicole Garcia (Präsidentin), Maurice Barthélémy, Guillaume Canet, Amira Casar, Emmanuelle Castro, Antoine de Caunes, Julien Clerc, Philippe Djian und Marthe Keller
- 2007: André Téchiné (Präsident), Odile Barski, Xavier Beauvois, Nicolas Cazalé, Charlélie Couture, Émilie Deleuze, Anouk Grinberg und Marie-France Pisier
- 2008: Carole Bouquet (Präsidentin), Édouard Baer, Ronit Elkabetz, Diane Fleri, Pierre Jolivet, Cédric Kahn, Cristian Mungiu, Leonor Silveira und Dean Tavoularis
- 2009: Jean-Pierre Jeunet (Präsident), Hiam Abbass, Dany Boon, Jean-Loup Dabadie, Émilie Dequenne, Déborah François, Sandrine Kiberlain, Patrice Leconte, Géraldine Pailhas und Bruno Podalydès
- 2010: Emmanuelle Béart (Präsidentin), Lucas Belvaux, Faouzi Bensaïdi, Fabrice Du Welz, Christine Citti, Tony Gatlif, Abderrahmane Sissako, Jeanne Balibar und Denis Lavant
- 2011: Olivier Assayas (Präsident), Nathalie Baye, Claire Denis, Nicolas Godin, Chiara Mastroianni, Angelin Preljocaj, Jean Rolin und Bruno Todeschini
- 2012: Sandrine Bonnaire (Präsidentin), Sami Bouajila, Clotilde Courau, Philippe Decouflé, Anaïs Demoustier, Christophe Honoré, Joann Sfar, Florent Emilio-Siri und Alice Taglioni
- 2013: Vincent Lindon (Präsident), Lou Doillon, Jean Echenoz, Hélène Fillières, Xavier Giannoli, Famke Janssen, Pierre Lescure, Bruno Nuytten und Rebecca Zlotowski
- 2014: Costa-Gavras (Präsident), Jean-Pierre Jeunet, Claude Lelouch, Pierre Lescure, Vincent Lindon, Marie-Claude Pietragalla und André Téchiné
- 2015: Benoît Jacquot (Präsident), Pascal Bonitzer, Louise Bourgoin, Louis-Do de Lencquesaing, Marc Dugain, Marie Gillain, Julien Hirsch, Sophie Fillières und Marthe Keller
- 2016: Frédéric Mitterrand (Präsident), Françoise Arnoul, Éric Elmosnino, Sara Forestier, Ana Girardot, Douglas Kennedy, Radu Mihăileanu, Emmanuel Mouret und Marjane Satrapi
- 2017: Michel Hazanavicius (Präsident), Benjamin Biolay, Emmanuelle Devos, Clotilde Hesme, Éric Lartigau, Charlotte Le Bon, Yasmina Reza, Axelle Ropert und Alice Winocour
- 2018: Sandrine Kiberlain (Präsidentin), Sabine Azéma, Alex Beaupain, Leïla Bekhti, Stéphane Brizé, Sara Giraudeau, Xavier Legrand, Pierre Salvadori und Leïla Slimani
- 2019: Catherine Deneuve (Präsidentin), Antonin Baudry, Claire Burger, Jean-Pierre Duret, Valeria Golino, Vicky Krieps, Gaël Morel, Orelsan, Nicolas Saada und Gaspard Ulliel
- 2020: Vanessa Paradis (Präsidentin), Zita Hanrot, Delphine Horvilleur, Mounia Meddour, Sylvie Pialat, Yann Gonzalez, Vincent Lacoste, Bruno Podalydès und Oxmo Puccino

### Coups de cœur LTC
Zwischen 1987 und 1994 existierte als Vorläufer der Preisverleihungen eine Art inoffizieller Wettbewerb; auf jedem Festivaltreffen wurden ein oder zwei Independent-Filme besonders hervorgehoben:
- 1987: Hollywood Shuffle, Regie: Robert Townsend
- 1988: Patti Rocks – Sex macht Spaß (Patti Rocks), Regie: David Burton Morris
- 1989: Signs of Life, Regie: John David Coles
- 1990: Metropolitan – Verdammt, bourgeois, verliebt (Metropolitan), Regie: Whit Stillman, sowie Hart auf Sendung (Pump Up the Volume), Regie: Allan Moyle
- 1991: My Private Idaho (My Own Private Idaho), Regie: Gus Van Sant, sowie Trust – Blindes Vertrauen (Trust), Regie: Hal Hartley
- 1992: Gas Food Lodging - Verlorene Herzen (Gas Food Lodging), Regie: Allison Anders
- 1993: Das Hochzeitsbankett (The Wedding Banquet), Regie: Ang Lee
- 1994: Zoff in Federal Hill (Federal Hill), Regie: Michael Corrente